# Appeal to Reason
| 전문가 평가          | 전문가 평가 |
| 총 점수              | 총 점수     |
| 출처                 | 점수        |
| -------------------- | ----------- |
| 메타크리틱           | 65/100      |
| 평가 점수            |             |
| 출처                 | 점수        |
| AllMusic             | [ 2 ]       |
| AbsolutePunk         | 82%         |
| The A.V. Club        | B           |
| Entertainment Weekly | C+          |
| PopMatters           | 5/10        |
| Rolling Stone        | [ 7 ]       |
| Sputnikmusic         | 3.5/5       |

《Appeal to Reason》은 미국의 펑크 록 밴드 라이즈 어게인스트의 다섯 번째 스튜디오 음반이다. 이 음반은 2008년 10월 7일에 발매되었다. 멜로딕 하드코어 음반인 《Appeal to Reason》은 이전에 밴드의 경력을 정의했던 거친 하드코어 펑크 사운드에서 더 라디오 친화적인 사운드로 음악적 전환을 이루었으며, 프로듀싱에 더 중점을 두고 더 크고 앤테믹한 코러스를 선보였다. 음반의 가사는 주로 이라크 전쟁과 조지 W. 부시 행정부와 같은 미국의 정치적 이슈에 초점을 맞추고 있다.
라이즈 어게인스트는 2008년 1월, 콜로라도주 포트콜린스의 블라스팅 룸에서 《Appeal to Reason》을 녹음하기 시작했다. 프로듀서 빌 스티븐슨과 제이슨 리버모어는 음악에 어두운 느낌을 주기 위해 많은 곡에 부드러운 톤을 도입했다. 이 음반은 기타리스트 잭 블레어와 함께한 밴드의 첫 번째 음반이다. 《Appeal to Reason》은 빌보드 200 차트에서 3위로 데뷔했으며, 2011년 《Endgame》이 발매될 때까지 라이즈 어게인스트의 가장 높은 차트인 음반이었다. 이 음반은 발매 첫 주에 64,700장이 판매되었고, 결국 미국 음반 산업 협회로부터 플래티넘 인증을 받아 1,000,000장의 출하량을 기록했다.

## 배경
2006년 7월, 라이즈 어게인스트는 네 번째 스튜디오 음반 《The Sufferer & the Witness》를 발매했으며, 이 음반은 빌보드 200 차트에서 상위 10위 안에 든 첫 번째 음반이 되었다. 음반 홍보를 위해 라이즈 어게인스트는 2007년 12월, 징글벨 록 페스티벌에서 마무리된 광범위한 투어를 시작했다. 그 달, 밴드 멤버들은 다음 음반 《Appeal to Reason》의 작곡과 데모를 시작하기 위해 다시 모였다. 베이시스트 조 프린시페에 따르면, 라이즈 어게인은 2008년 1월부터 두 달 동안 《Appeal to Reason》을 녹음했으며, 이는 밴드가 한 음반에 쓴 것 중 가장 긴 녹음이었다.
《Appeal to Reason》은 기타리스트 잭 블레어가 참여한 첫 번째 라이즈 어게인스트 음반으로, 밴드가 《The Sufferer & the Witness》를 지원하기 위해 투어를 하던 중에 합류했다. 블레어에 따르면, "이 밴드 (라이즈 어게인스트)가 발매한 모든 음반을 들어보면 잭 블레어가 이 음반에서 연주한 것을 알 수 있을 거라고 생각했습니다." 그는 윌코에 합류했을 때 넬스 클라인이 《Sky Blue Sky》 음반에서 어떻게 연주했는지에 영향을 받았다. 블레어는 2003년부터 2007년까지 빌 스티븐슨과 온리 크라임 밴드에 속해 있었기 때문에 라이즈 어게인스트에 합류하기 전에 스티븐슨과 이미 잘 알고 있었다. 스티븐슨은 블레어가 과거 라이즈 어게인스트 기타리스트들의 사운드를 재현하는 데 도움을 주었다.

## 곡 목록
모든 곡들은 라이즈 어게인스트에 의해 작사/작곡하였다.
| #   | 제목                             | 재생 시간 |
| --- | -------------------------------- | --------- |
| 1.  | 〈Collapse (Post-Amerika)〉      | 3:19      |
| 2.  | 〈Long Forgotten Sons〉          | 4:01      |
| 3.  | 〈Re-Education (Through Labor)〉 | 3:42      |
| 4.  | 〈The Dirt Whispered〉           | 3:09      |
| 5.  | 〈Kotov Syndrome〉               | 3:05      |
| 6.  | 〈From Heads Unworthy〉          | 3:42      |
| 7.  | 〈The Strength to Go On〉        | 3:27      |
| 8.  | 〈Audience of One〉              | 4:05      |
| 9.  | 〈Entertainment〉                | 3:34      |
| 10. | 〈Hero of War〉                  | 4:13      |
| 11. | 〈Savior〉                       | 4:02      |
| 12. | 〈Hairline Fracture〉            | 4:02      |
| 13. | 〈Whereabouts Unknown〉          | 4:02      |

## 인증
| 국가                                                            | 인증        | 판매량/출하량 |
| --------------------------------------------------------------- | ----------- | ------------- |
| 오스트레일리아 (ARIA)                                           | 골드        | 35,000^       |
| 캐나다 (뮤직 캐나다)                                            | 2× 플래티넘 | 160,000^      |
| 독일 (BVMI)                                                     | 골드        | 100,000^      |
| 뉴질랜드 (RMNZ)                                                 | 골드        | 7,500         |
| 영국 (BPI)                                                      | 실버        | 60,000        |
| 미국 (RIAA)                                                     | 플래티넘    | 1,000,000     |
| ^출하량을 기반으로 한 인증 · 판매량+스트리밍을 기반으로 한 인증 |             |               |